# Werner von Orseln
Werner von Orseln más alakban Urseln (Urseln, 1280 körül – Marienburg, 1330. november 18.) a Német Lovagrend 17. nagymestere 1324-től 1330-ig.
A Frankfurt mellett Urselnből való volt, ami egyben családja névadója. Nem tudni mikortól volt tagja a lovagrendnek, az viszont bizonyos, hogy 1314-től Ragnit (ma Nyeman, Oroszország). Két évvel később már nagykomturi rangban állt és elődje Karl von Trier helyettese volt. Ez időben részt vett az Ordensburg környékén a litvánok elleni harcokban.

1324 júliusában választották nagymesterré.
1327-ben hadjáratot vezetett lengyel területre, Kujáviába.
Szívesen tartózkodott a rendi székhelyen, különösen a Marienburgban. Itt is halt meg, s az egyik várbeli templomban a Konventkirchében temették el.

1324-ben az ő kérésére kezdte el Peter von Dusburg írni Poroszország krónikáját, melynek elkészültét még megélhette.
| Előző uralkodó: Karl Bessart von Trier | A Német Lovagrend nagymestere 1324 – 1330 | Következő uralkodó: Luther braunschweigi herceg |